# Communauté d’agglomération
Communauté d’agglomération är en typ av samarbetsorgan för kommuner som ligger i storstadsregioner i Frankrike. Det utgör ett ramverk inom vilket specifika frågor behandlas gemensamt mellan kommunerna. För att få ingå i ett communauté d’agglomération ska en kommun ha en folkmängd om minst 15 000 och ingå i ett storstadsområde om minst 50 000 invånare.
Det finns idag 171 communautés d'agglomération i Frankrike med sammanlagt 21,9 miljoner invånare.[källa behövs]